# Vogue服饰与美容
《Vogue服饰与美容》是《Vogue》杂志於中國發行的中文版。
经过两年多的筹备，《Vogue服饰与美容》在2005年9月发行首刊，成为《Vogue》在全球的第16个版本。首刊的封面包括了澳大利亚模特吉瑪·沃德和中国模特杜鹃、王雯琴、佟晨洁、刘丹以及倪明曦。首刊最初印刷的30万份已售罄，需要进行第二次印刷。该杂志是由康泰纳仕和人民画报社共同出版的。 该杂志自创刊以来每年都盈利。
章凝于2021年2月成为《Vogue服饰与美容》的主编，接替自2005年创刊以来一直担任主编的张宇。